# José Luis Ballester Rubert
José Luis Ballester Rubert (Castelló de la Plana 8 de juny de 1969) és un antic nedador en estil papallona. Va participar en tres Jocs Olímpics de forma consecutiva, des de Seül 1988 fins a Atlanta 1996. Josele Ballester va ser 24 cops campió d'Espanya a 100 i 200 metres papallona i plusmarquista en ambdues proves, a banda d'un cop campió en 100 metres esquena. En retirar-se de l'espertot es dedicà a activitats empresarials.

## Carrera esportiva
Josele Ballester va començar a practicar la natació quan tenia 9 anys. Als 13 anys va marxar a Màlaga per continuar la seva millora i quatre després, el 1987, a la Residència Blume de Madrid. Els seus primers èxits van arribar el 1985 quan va penjar-se dues medalles en l'Europeu Júnior: plata als 100 metres i bronze als 200 metres papallona. Ja en competicions absolutes, va aconseguir disputar les finals B a les seves primeres participacions tant al Mundial de Madrid (8è a la final B dels 200 papallona) com als Europeus d'Estrasburg (2n a les finals B de 100 i 200 papallona). A més a més, el 1986 es va proclamar per primer cop campió d'Espanya als 100 metres papallona i, un any més tard, s'estrenà també als 200.
Entre el 21 i 22 de maig de 1988, amb 19 anys, Ballester va batre els rècords d'Espanya en 100 i 200 papallona, amb unes marques de 54.66 i 2.00.73, respectivament. Aquell mateix any va acudir a la cita olímpica de Seül, on va participar en tres proves: les dues on comtava amb plusmarca nacional i els relleus 4x100 estils. La seva actuació fou sensiblement decebedora, ateses les expectatives creades. El 20 de setembre als 100 papallona feu el 18è millor temps amb 55.27, a 41 centèssimes de disputar la final B. Quatre dies després va participar en les sèries dels 200 papallona. En parar el cronòmetres als 2:03.32 va quedar classificat en el 23è lloc. La seva millor actuació va estar el 12è lloc als relleus 4x100 estils. Junt a Martín López-Zubero, Ramón Camallonga i José Hernando com a membres de l'equip espanyol restaren a poc més de dos segons del diploma olímpic. No obstant això, després del Jocs va marxar a la Universitat d'Indiana, on va coincidir amb altres nedadors espanyols com Sergi López, Luis Campins o Juan Carlos Vallejo i va ser entrenat per Doc Counsilman. Posteriorment, a finals de 1989 pasaria a la Universitat de Florida.
L'any següent Ballester va arribar a la seva primera final en una competició internacional. A l'Europeu de Bonn, Ballester fou vuitè als 100 papallona i setè amb el quartet espanyol de relleus 4x100 estils. López-Zubero, Camallonga i Carlos Ventosa formaven aquell equip. Al Mundial de Perth 1991 Ballester va tornar a participar en els 100 i 200 papallona i en els relleus 4x100 estil. Sense cap dubte el major èxit fou repetir la classificació als relleus, aquesta vegada amb López-Zubero, Sergi López i Adolfo Coll com a companys. Uns mesos després va aconseguir idèntica posició a la final dels 200 papallona al Campionat d'Europa d'Atenes. Els seus bons resultats li van valdre entrar a
les beques ADO de cara als Jocs de Barcelona.
A la competició tan sols va prendre part en els 200 metres papallona. Malgrat ser segon a la seva sèrie amb 2:01.41, Ballester acabà en 21è lloc, però a 21 centèssimes de la Final B. La devallada en els resultats es va confirmar quan no va aconseguir les mínimes per a acudir a l'Europeu de Sheffield. Llavors Ballester va començar a pensar en la retirada, però les bones actuacions en 200 papallona al Campionat d'Espanya de 1994, on quasi iguala la seva plusmarca de feia 9 anys, i al Mundial de Roma, 5è a la Final B, li feren replantejar-se la decisió. L'any següent, en canvi, ni tan sols aconseguí la mínima per a l'Europeu de Viena. Tot i això va entrar a l'equip a darrera hora i aconseguí classificar-se per a la Final B dels 200 papallona. La seva darrera participació olímpica va aser a Atlanta, on novament no superà el tall en les sèries dels 200 metres papallona. El seu darrer èxit fou el Campionat d'Espanya de 100 papallona en agost de 1996. Just un any després, es va retirar de la competició en acabar 4t en 100 i 200 papallona al Campionat d'Espanya de 1997.